# Konstantin Michailowitsch Poliwanow
Konstantin Michailowitsch Poliwanow (russisch Константин Михайлович Поливанов, wiss. Transliteration Konstantin Michajlovič Polivanov; * 13. Dezember 1904 in Moskau; † 17. September 1983) war ein sowjetischer Wissenschaftler, Elektro-Physiker und Doktor der Technical Sciences. Sein Vater war der Ingenieur Michail Konstantinowitsch Poliwanow.
Er wurde Nachfolger von Karl Krug am Institut für Elektroenergietechnik in Moskau.